# Saint-Wandrille

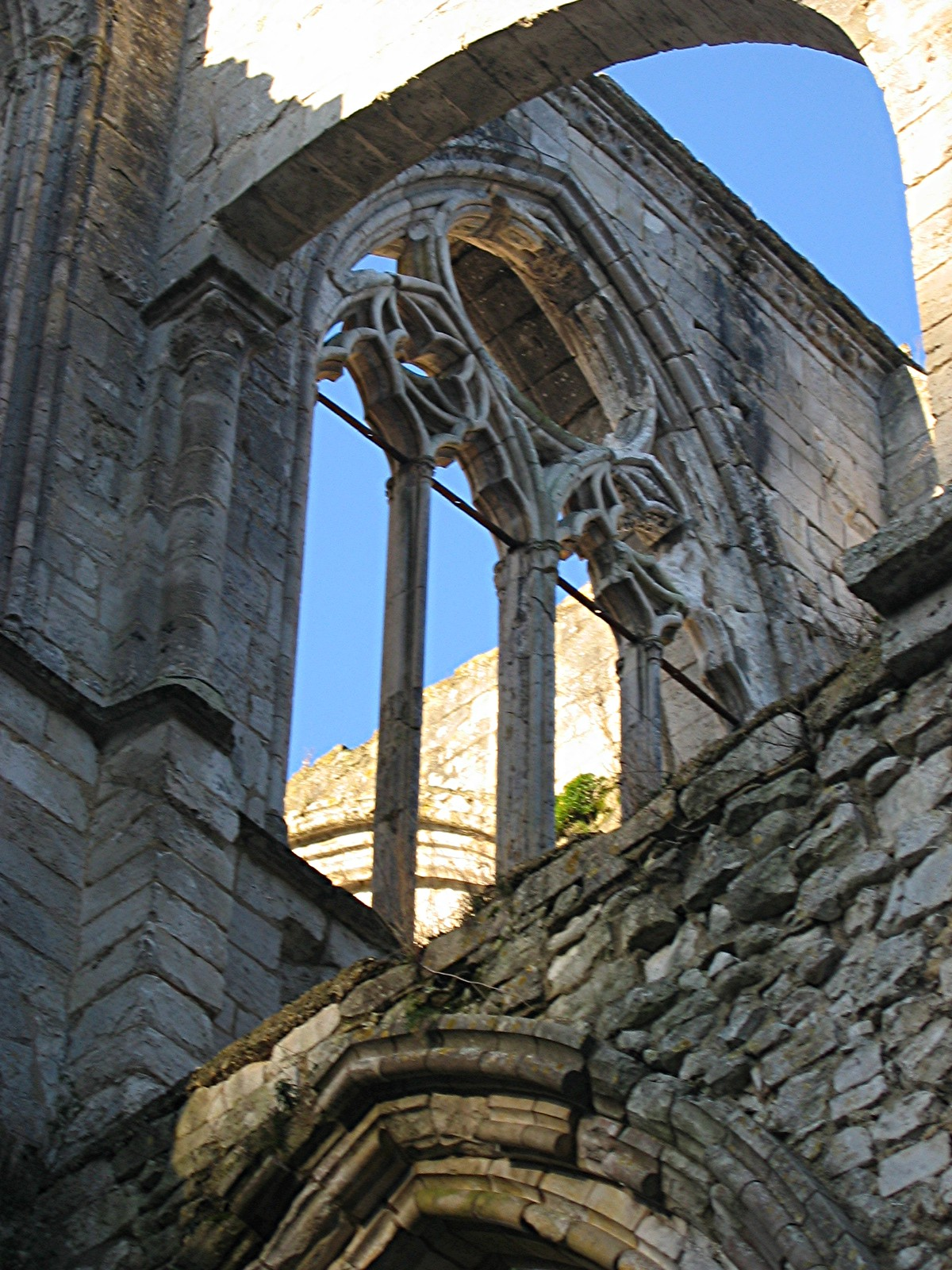
Saint-Wandrille

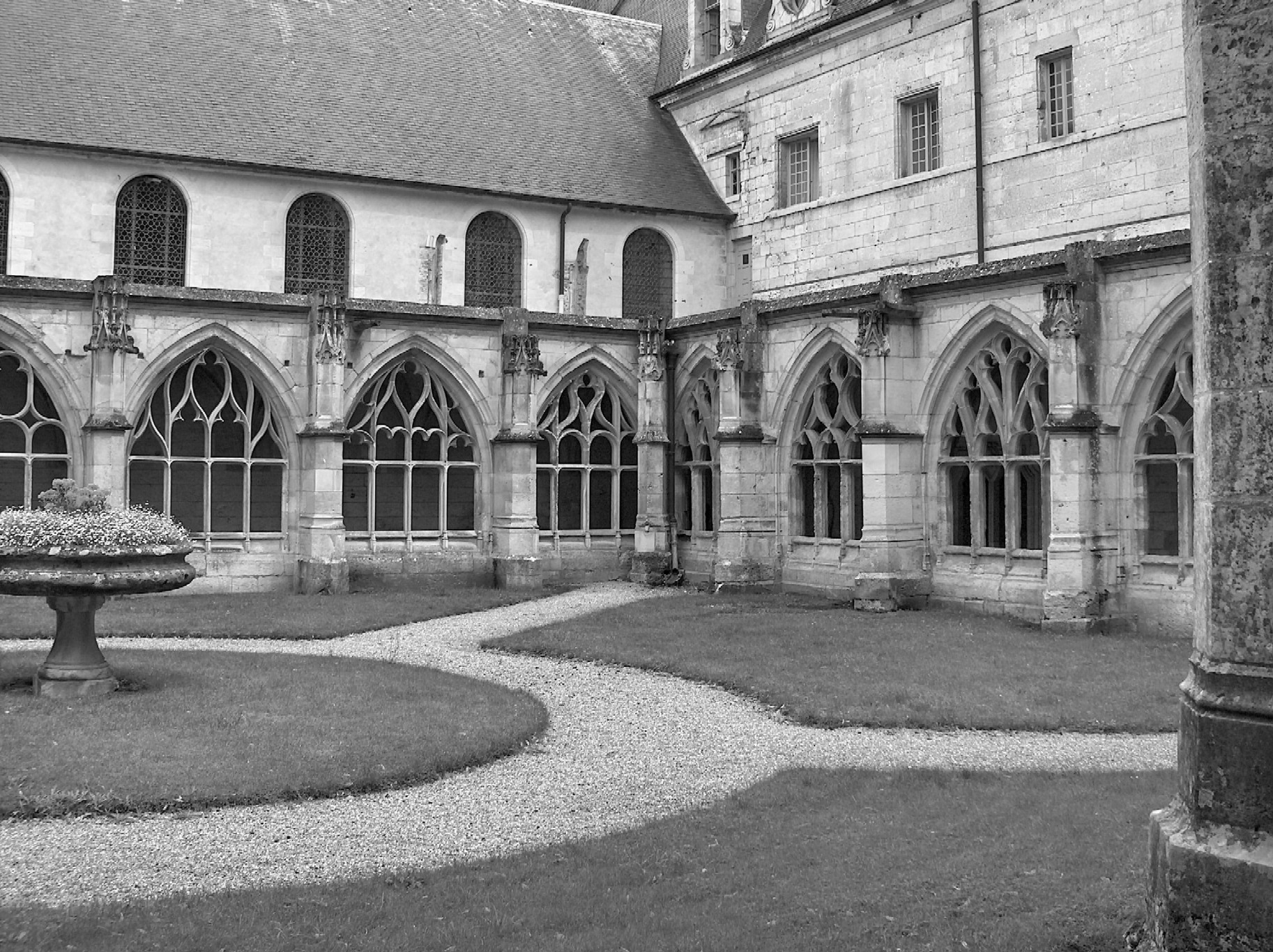
Korsgång och borggård

Saint-Wandrille är ett Benediktinerkloster i regionen Seine-Maritime i Normandie, Frankrike. Klostret har sitt ursprung på 600-talet men brändes ner på 1200-talet och blev inte färdigt igen förrän på 1400-talet. Senare samma århundrade blev klostret förstört av Hugenotterna och det dröjde 100 år innan klostret åter byggdes upp. Klostret raserades till stor del under franska revolutionen men är än idag i bruk.
1944 bombades byggnaderna, men en ny klosterkyrka invigdes 12 september 1970.